# (8253) Brunetto
(8253) Brunetto est un astéroïde de la ceinture principale.

## Description
(8253) Brunetto est un astéroïde de la ceinture principale. Il fut découvert le 1er mars 1981 à Siding Spring par Schelte J. Bus. Il présente une orbite caractérisée par un demi-grand axe de 2,29 UA, une excentricité de 0,11 et une inclinaison de 4,6° par rapport à l'écliptique.

## Compléments